# 壱岐市立霞翠小学校
壱岐市立霞翠小学校（いきしりつ かすいしょうがっこう, Iki City Kasui Elementary School）は長崎県壱岐市勝本町西戸触にある公立小学校。略称は「霞翠小」。

## 概要
歴史
1874年（明治7年）に開校した「第五大学区第四中学区可須小学校」を前身とする。2009年（平成21年）に創立135年を迎えた。
校章
1974年（昭和49年）に制定。外円を松葉で表現し、左ななめ下に、校名にも入っている「霞（かすみ）」の絵を置き、中央に「小」の文字を置いている。
校歌
1966年（昭和41年）に制定。作詞は長谷川信、作曲は山口常光による。歌詞は3番まである。1番に「霞翠校」が登場する。
校区
住所表記で、勝本町の後に「東触」、「仲触」、「西戸触」、「大久保触」、「坂本触」、「北触」、「新城東触」、「片山触」、「新城西触」が続く地区。中学校区は壱岐市立勝本中学校。

## 沿革
- 1874年（明治7年）1月27日[3] - 「第五大学区第四中学区可須小学校」が開校。
- 1875年（明治8年）
  - 「第五大学区第四中学区霞翠小学校」と改称。「霞翠」の文字は長崎県知事により命名された。
  - 吉田覚太郎の裏長屋を借り受け、勝本分校（現・壱岐市立勝本小学校）を設置。
- 1879年（明治12年） - 「西戸部公立霞翠小学校」と改称。
- 1882年（明治15年） - 「西戸学区中等霞翠小学校」と改称。
- 1883年（明治16年） - 文部省より、三等奨励品が授与。勝本分校が分離し、下等勝本小学校として独立。
- 1885年（明治18年） - 「可須学区公立中等霞翠小学校」と改称。
- 1887年（明治20年）
  - この年 - 校舎が全焼。
  - 9月 - 「壱岐郡尋常霞翠小学校」に改称。
- 1892年（明治25年）9月 - 「香椎村立霞翠尋常小学校」に改称。
- 1908年（明治41年）4月 - 小学校令改正で義務教育が6年に延長されたことにより、尋常科5年を設置。
- 1909年（明治42年） - 尋常科6年を設置。
- 1910年（明治43年） - 母姉会を設立。
- 1915年（大正4年）
  - 4月 - 高等科を併置し、「霞翠尋常高等小学校」に改称。
  - 9月12日 - 東校舎増築が完成。
- 1921年（大正10年）6月28日 - 霞翠実業補習学校が併置。
- 1926年（大正15年）6月28日 - 霞翠実業補習学校が青年訓練認定霞翠実業補習学校と改称。
- 1929年（昭和4年）4月 - 運動場を拡張。電話が開通。電灯を設置。
- 1935年（昭和10年）
  - 4月 - 町制施行・学区制廃止により、新城尋常小学校を統合し、新城分教場とする。
  - 6月1日 - 青年訓練認定霞翠実業補習学校が霞翠青年学校に改称。
- 1939年（昭和14年） - 新城分校を廃止。
- 1941年（昭和16年）4月 - 国民学校令により、「勝本町立霞翠国民学校」と改称。
- 1942年（昭和17年）6月 - 寄贈により、講堂が完成。
- 1943年（昭和18年）4月1日 - 霞翠青年学校と勝本青年学校[4]が合併・独立し、勝本高等実業青年学校となる。併設を解消。
- 1947年（昭和22年）
  - 4月1日 - 学制改革（六・三制実施）により、「勝本町立霞翠小学校」と改称。
  - 5月3日 - 学制改革で発足した勝本町立勝本中学校の第1学年4学級が設置される。
- 1949年（昭和24年）
  - 5月11日 - 長崎県立壱岐高等学校勝本分校（現・長崎県立壱岐商業高等学校）を併設。
  - 7月29日 - 勝本中学校校舎完成に伴い、中学1年が移転し、併設を解消。
- 1951年（昭和26年）9月14日 - 壱岐高等学校勝本分校の校舎が旧・新城小学校跡地に完成・移転したため、霞翠小学校との併設を解除。
- 1953年（昭和28年）5月1日 - 霞翠幼稚園を併設。
- 1954年（昭和29年）11月27日 - 創立80周年記念式典を挙行。
- 1955年（昭和30年）4月5日 - 北校舎が完成。
- 1957年（昭和32年）10月 - 相撲場が完成。
- 1964年（昭和39年）3月 - 鉄筋コンクリート造2階建て校舎が完成。
- 1965年（昭和40年）- 校地に勝本町立学校給食共同調理場が完成。
- 1966年（昭和41年）
  - 3月 - 校歌を制定。
  - 4月 - 完全給食を開始。
- 1974年（昭和49年）9月9日 - 校章を制定。
- 1975年（昭和50年）- プールが完成。
- 1979年（昭和54年）- 体育館が完成。
- 1982年（昭和57年）3月 - 長崎県下で2番目[5]の学校食堂（ランチルーム）が完成。
- 2004年（平成16年）
  - 3月1日 - 町村合併により、「壱岐市立霞翠小学校」（現校名）に改称。
  - 4月1日 - 2学期制（前期・後期）を試行。
- 2011年（平成23年）
  - 7月 - 勝本地区学校給食共同調理場を閉鎖。
  - 9月1日 - 壱岐市学校給食センターが勝本町亀石地区に完成したことにより、同センターからの配送方式に変更。

旧・新城小学校

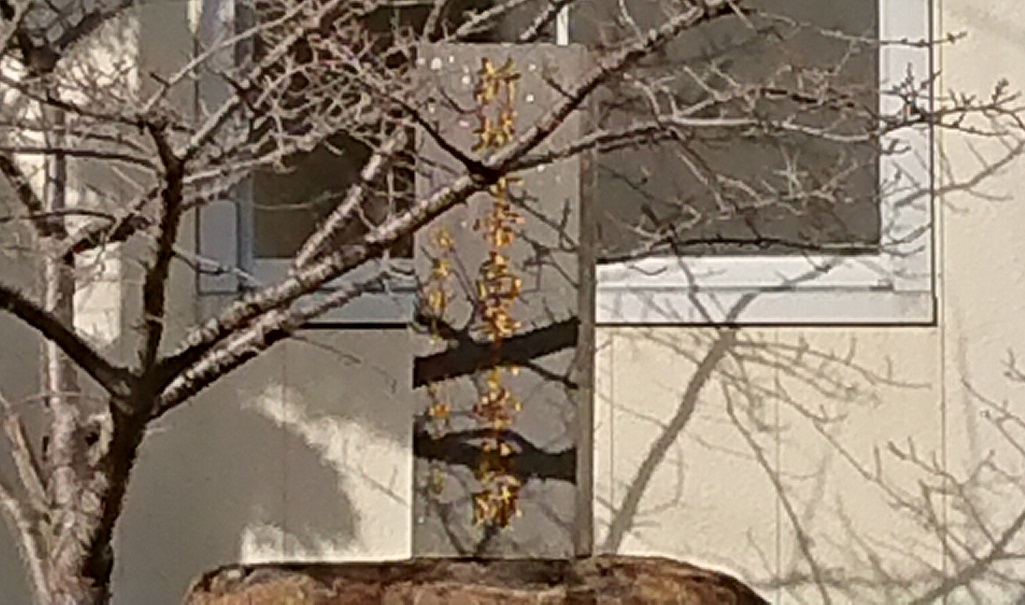
長崎県立壱岐商業高等学校内にある
新城尋常高等小学校跡を表す碑

- 1878年（明治11年）8月[6] - 「箱崎小学校新城分舎」が開校。
- 1886年（明治19年）- 小学校令改正により、一旦廃止。
- 1890年（明治23年）10月 - 法律第89号により、地方学事通則が発布され、新城区が設定される。
- 1892年（明治25年）9月10日 - 「新城尋常小学校」が開校。
- 1898年（明治31年）4月 - 校舎を新築。
- 1915年（大正4年）4月 - 高等科を併置し、「新城尋常高等小学校」となる。
- 1921年（大正10年）4月1日 - 新城実業補習学校を併置。
- 1926年（大正15年）6月28日 - 新城実業補習学校を青年訓練認定新城実業補習学校に改称。
- 1930年（昭和5年）4月 - 青年訓練認定新城実業補習学校を青年訓練認定霞翠実業補習学校に統合。併設を解除。
- 1935年（昭和10年）4月 - 「霞翠尋常高等小学校新城分教場」となり、尋常科4年生以下への授業を継続。
- 1939年（昭和14年）4月 - 新城分教場が廃止。
- 1951年（昭和26年）9月14日 - 跡地に長崎県立壱岐高等学校勝本分校（現・長崎県立壱岐商業高等学校）校舎が完成。

## アクセス
最寄りの港
- 「勝本港」- 他の自治体とを結ぶ航路は就航していない。
- 「芦辺漁港」- 九州郵船が対馬の厳原港、福岡県博多港との間にフェリー・ジェットフォイルを運航。

最寄りのバス停
- 壱岐交通「霞翠校前」バス停

最寄りの県道
- 長崎県道23号勝本石田線

## 周辺
- 長崎県立壱岐商業高等学校
- 壱岐市立勝本中学校
- 壱岐市立霞翠幼稚園
- 壱岐市立勝本保育所
- 壱岐市消防本部（壱岐消防署）勝本出張所
- 西戸触公民館
- 大神宮

## 舞台となった作品
- 奈緒子 - 主人公が通う「浦郷小学校」は霞翠小学校がモデルとなっている。

## 関連
- 長崎県小学校一覧